# Amicus Productions
La Amicus Productions è stata una casa di produzione cinematografica britannica, attiva negli anni Sessanta e Settanta, specializzata in pellicole di genere horror e fantastico, tra le quali molte in formato antologico ad episodi, noti anche come film omnibus o portmanteau, girati prevalentemente agli Shepperton Studios in Inghilterra.  

## Storia
Venne fondata da un produttore e uno sceneggiatore entrambi statunitensi: Milton Subotsky e Max Rosenberg, a seguito del successo del film La città dei morti, che produssero insieme per la Vulcan Productions. La Amicus fu la rivale storica della Hammer Film Productions, dalla quale prese a volte in prestito alcuni attori come Peter Cushing, Christopher Lee, Ingrid Pitt, Herbert Lom e Michael Ripper. Tra i registi più prolifici e significativi vi furono Freddie Francis, Roy Ward Baker e Kevin Connor. Degno di nota è anche lo scrittore Robert Bloch (Psyco, 1960) che ha scritto alcune delle sceneggiature adattandole dai propri racconti.

## Produzione
I film prodotti erano essenzialmente di genere horror o di fantascienza a episodi, talvolta tratti dai fumetti americani EC Comics o da film muti classici come ad esempio Un affare misterioso (Unheimliche Geschichten) del 1919.  Una delle caratteristiche più esplicite dei film Amicus è lo scarso ricorso al sangue nelle scene, raccontando un terrore più suggerito e psicologico rispetto alla compagnia della Hammer, differenziandosi inoltre perché quasi tutti realizzati con costi più contenuti ed ambientati ai nostri giorni. La società produsse anche diversi film di fantascienza:The Terrornauts, Il cervello di Mr. Soames, La morte scarlatta viene dallo spazio, Dr. Who and the Daleks e Daleks - Il futuro fra un milione di anni, gli ultimi due con protagonista il personaggio televisivo Doctor Who, interpretato da Peter Cushing nel secondo caso.

## Film della Amicus
- It's Trad, Dad! (1962)
- Just for Fun (1963)
- Le cinque chiavi del terrore (Dr. Terror's House of Horrors) (1965)
- Il teschio maledetto (The Skull) (1965)
- Dr. Who and the Daleks (1965)
- La bambola di cera (The Psychopath) (1966)
- Daleks - Il futuro fra un milione di anni (Daleks - Invasion Earth 2150 AD) (1966)
- Il mistero dell'isola dei gabbiani (The Deadly Bees) (1966)
- The Terrornauts (1967)
- La morte scarlatta viene dallo spazio (They Came from Beyond Space) (1967)
- La mano che uccide (Danger Route) (1967)
- Il giardino delle torture (Torture Garden) (1967)
- A Touch of Love (1969)
- Il cervello di Mr. Soames (The Mind of Mr. Soames) (1970)
- Terrore e terrore (Scream and Scream Again) (1970)
- La casa che grondava sangue (The House That Dripped Blood) (1971)
- La vera storia del dottor Jekyll (I, Monster) (1971)
- Racconti dalla tomba (Tales from the Crypt) (1972)
- What Became of Jack and Jill? (1972)
- La morte dietro il cancello (Asylum) (1972)
- The Vault of Horror (1973)
- La maledizione (And Now the Screaming Starts!) (1973)
- La bottega che vendeva la morte (From Beyond the Grave) (1974)
- Madhouse (1974)
- La notte del licantropo (The Beast Must Die) (1974)
- La terra dimenticata dal tempo (The Land That Time Forgot) (1975)
- Centro della Terra: continente sconosciuto (At the Earth's Core) (1976)
- Gli uomini della terra dimenticata dal tempo (The People That Time Forgot) (1977)
- Il club dei mostri (The Monster Club) (1980)